# Нозома
Нозома — река на юге Костромской области России.

## Общие сведения
Протекает в юго-восточном направлении по территории Кадыйского и Макарьевского районов. Впадает в реку Водгать — нижний приток Унжи — в 8 км от её устья по правому берегу. Длина реки составляет 14 км, площадь водосборного бассейна — 90,5 км². Притоки: Малая Нозома, Сергеевка, Койка. Населённых пунктов на реке нет.

## Данные водного реестра
По данным государственного водного реестра России относится к Верхневолжскому бассейновому округу, водохозяйственный участок реки — Унжа от истока до устья, речной подбассейн реки — Бассейны притоков Волги ниже Рыбинского водохранилища до впадения Оки. Речной бассейн реки — (Верхняя) Волга до Куйбышевского водохранилища (без бассейна Оки).
Код объекта в государственном водном реестре — 08010300312110000016836.